# Magalhães Costa
Guilherme António Magalhães Costa (Canelas, c. 1884 — ?) foi um militar e aeronauta português.  Capitão da marinha mercante portuguesa foi um pioneiro dos voos de balão no Brasil, com seu balão Portugal.
Estudou balonismo na França com Emile Carton e em Paris comprou, na casa Lachambre, o balão que batizou com o nome de “Portugal”. Voou com seu balão em Belém do Pará, em maio de 1905; em 7 de maio voou no Rio de Janeiro, acompanhado do fotógrafo Paulino Botelho da Gazeta de Notícias ; em  São Paulo, em 14 de maio de 1905, partiu no Velódromo Paulista; fez o primeiro voo de balão de Porto Alegre, em setembro de 1905; sua apresentação em Juiz de Fora, em 13 de setembro de 1908, foi assistida por Pedro Nava; em 24 de outubro de 1909 fez o primeiro voo de Santa Maria da Boca do Monte. 
Em uma de suas ascensões leva o cineasta Paulino Botelho, que faz as primeiras imagens aéreas do Brasil.
Foi proprietário do balão dirígel Granada, que com sua esposa aeronauta Maria Aída, voou em Curitiba em abril de 1909. Em abril de 1910 estava de volta ao Rio Grande do Sul, onde a aeronauta Mariana Perez conduziu o balão pelos céus de Porto Alegre. Este balão foi depois vendido e entre outros fez apresentações com César Vellar, em Bagé, em 9 de abril de 1911. 
Do Brasil teria passado à Argentina e Uruguai onde se teria ligado à aviação.